# Vysokorychlostní železnice do Ejlatu

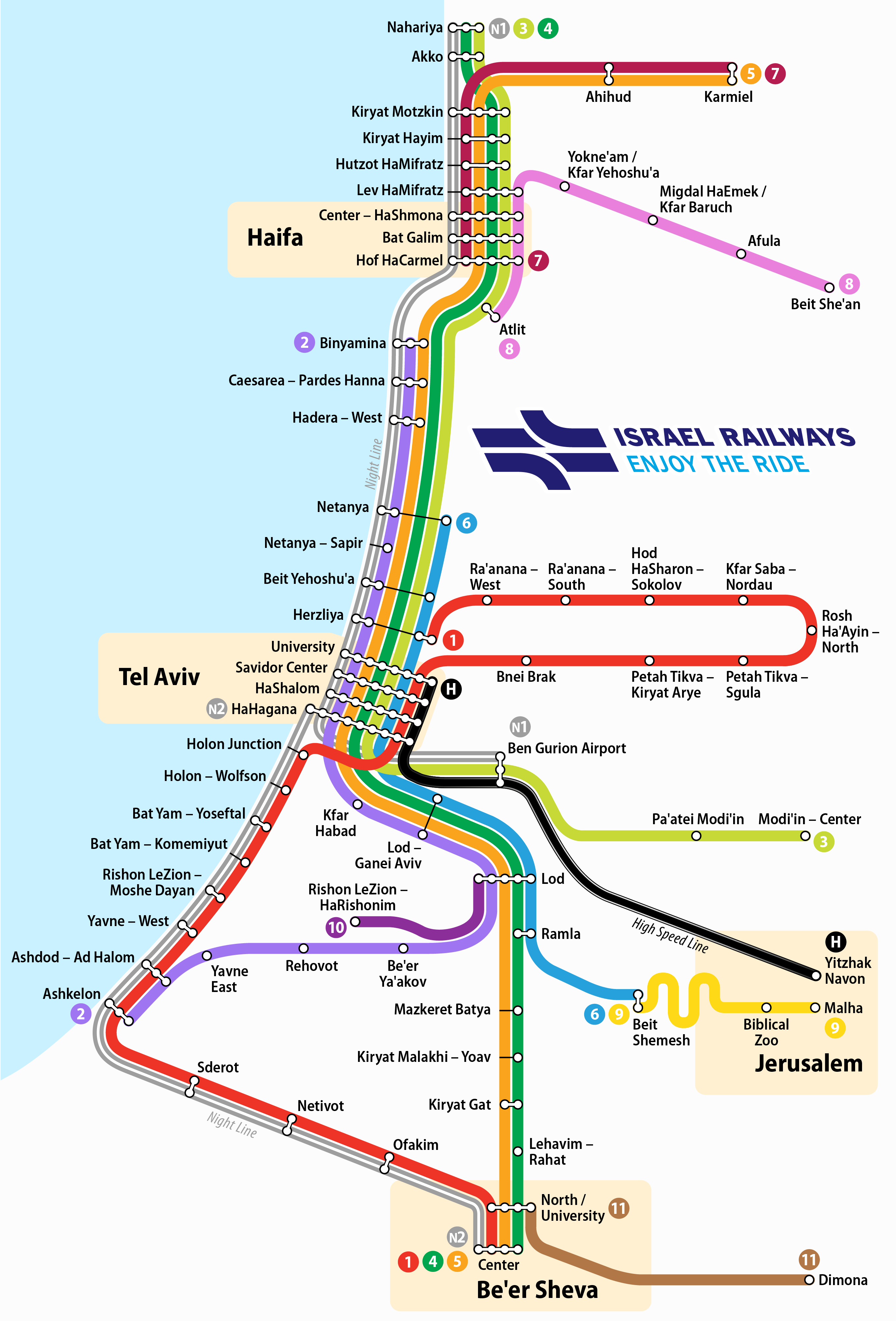
Aktuální mapa vlakových linek Izraele

Vysokorychlostní železnice do Ejlatu (též zkráceně Med-Red dle moří, které má spojovat) je navrhovanou izraelskou železnicí, jejímž cílem by bylo propojení hlavních izraelských populačních center a středomořského přístavu Ašdod s nejjižněji položeným městem Ejlat na pobřeží Rudého moře. Železnice by měla též sloužit pro přepravu objemných nákladů mezi Středozemním mořem a Rudým mořem. Železnice byla trasována směrem na jih po existující železniční trati k městu Beer Ševa. Dále měla pokračovat jako nově vybudovaná trasa přes Dimonu k Ramonovu mezinárodnímu letišti v údolí Arava a dále k Ejlatu. Cestovní rychlost osobních vlaků byla zprvu plánována na 350 km/h (220 mph). Železnici mělo tvořit zhruba 260 km elektrifikované dvoukolejné železnice při nezapočítání již existující, leč zastaralé, sekce Tel Aviv - Beer Sheva, která tvoří dalších 100 km.
V případě postavení železnice bylo předpokládáno využití jak pro osobní, tak nákladní dopravu, včetně přepravy minerálů vytěžených v Negevské poušti. Vysokorychlostní železnice měla převážet cestující z Tel Avivu do Ejlatu v čase pod dvě hodiny s jedinou mezizastávkou (v železniční stanici Beer Sheva-Sever) a s pomalejší trasou z Beer Shevy do Ejlatu, kde měly vlaky zastavovat v řadě měst a vesnic v údolí Arava.
Nákladní přeprava měla existovat jako alternativní způsob přepravy k Suezskému kanálu umožňující přepravu zboží z Asie do Evropy přes Izrael. Spojení bylo součástí většího plánu na přetvoření Ejlatu v metropolitní oblast s více než 150 000 obyvateli. Tento plán zahrnuje například přemístění přístavu Ejlat, který se nachází na úzkém pruhu izraelského území blízko jordánského města a přístavu Akaba, o 5 kilometrů do vnitrozemí. Velkým problémem Izraele je totiž závislost na přístavech Haifa a Ašdod, kterými v roce 2011 proudilo 98% zahraničního obchodu, neboli 43 milionů tun. Přístav v Ejlatu navíc nemůže přijímat kontejnery, což by měla vyřešit jeho celková revitalizace, která by měla proběhnout do třicátých let 21. století.

## Historie projektu

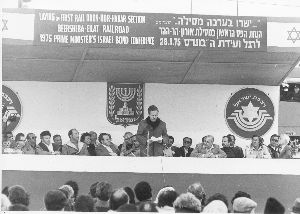
Symbolické položení prvních pražců železnice Beersheba - Eilat za přítomnosti tehdejšího ministra dopravy Gad Yaacobiho, leden 1975

Ejlat se nachází daleko od izraelských hlavních populačních center, přesto slouží jako významné turistické středisko a též jako jediný přístupový bod Izraele k Rudému moři.   Historicky je Ejlat spojen se zbytkem země pouze starými a nekvalitními cestami. Silnice 90 a silnice 12 jsou často místy dopravních nehod a občas i teroristických útoků. V poslední době však proběhla rozsáhlá modernizace obou silničních tahů ve snaze tuto situaci zlepšit.
Železniční spojení bylo naplánováno již po arabsko-izraelské válce v roce 1948, ale plány byly zrušeny v roce 1952 z důvodu obav o bezpečnost. V roce 1955 se premiér David Ben-Gurion znovu rozhodl tuto železnici vybudovat, přičemž zájem projevili Francouzi. Plány ovšem zhatila Suezská krize vypuknuvší o rok později.
Tato myšlenka byla opět diskutována v šedesátých a sedmdesátých letech. V osmdesátých letech předložil australský fond konkrétní návrh na financování celé výstavby (tehdy odhadované na celkem 250 milionů dolarů). Ministr dopravy Haim Corfu jmenoval výbor, který okamžitě doporučil zahájení výstavby. Izraelská vláda se opět obrátila na Francii s žádostí o rozvoj železnice. V závěru 20. století mnoho ministrů dopravy včetně Yisraela Keisara, Meira Sheetrita či například Shaula Mofaze slíbilo, že tato železnice bude vybudována. 

### Znovuobnovené plány
V roce 2010 izraelská vláda schválila výstavbu nového přístavu a letiště pro Ejlat, dále železnice, modernizovaných dálnic a lehkého železničního systému.  Podle plánu se měl Ejlat proměnit v metropolitní oblast zahrnující 150 000 obyvatel, železnice měla dále rozvinout i města ležící na plánované trase.  Podle izraelského novináře Guy Bechora by projekt v případě úspěchu vrátil Izrael zpět na globální obchodní mapy. 
Očekávané náklady na projekt byly 6-8,6 miliardy NIS. V tomto odhadu ovšem nebyl zahrnut vozový park, elektrifikace a další související náklady - celkem by náklady mohly činit až 50 miliard NIS, v přepočtu 315 miliard Kč.   Počáteční plánování mělo vyčleněno 120 milionů NIS z rozpočtu úřadu Netivei Israel, obdoby českých ŘSD a Správy železnic.  Ekonomická návratnost samotného projektu přitom nebyla v blízké budoucnosti očekávána zejména kvůli obrovským počátečním nákladům. 
V říjnu 2011 podepsal izraelský ministr dopravy Yisrael Katz dohodu o spolupráci týkající se železnice se svým čínským protějškem.  V květnu 2012 podepsal Katz podobnou dohodu se Španělskem o celkovém vývoji dopravy na území Izraele, který může zahrnovat i železnici.  Též byly vedeny rozhovory na toto téma s indickým ministrem cestovního ruchu. Celkově svůj zájem o projekt deklarovalo deset zemí - Kanada, Francie, Německo, Itálie, Japonsko, Jižní Korea a Spojené státy kromě již zmíněné Číny, Španělska a Indie. 
Dne 5. února 2012 izraelská vláda jednomyslně schválila pokračování v realizaci projektu. Financování bylo navrženo třemi způsoby: budování-provoz-převod, dohoda se zahraniční vládou či úplné financování izraelskou vládou ze zdrojů ministerstva dopravy. Ministr dopravy Katz podpořil partnerství se zahraniční vládou, přičemž kvůli velikosti a finanční náročnosti měla konečné slovo kancelář předsedy vlády.  Ministerstvo financí obratem vzneslo námitku, jelikož nesouhlasilo s uzavřením smlouvy se zahraniční vládou bez vyhlášení tendru kvůli obavám z přemrštěných cen. 
Ministerský výbor schválil plán v roce 2013. Ihned po schválení projektu se na izraelskou vládu snesla kritika z řad ekologů a sociálních aktivistů. Protestoval též bývalý ředitel Mossadu Efraim Halevy kvůli obavám o bezpečnost kvůli čínskému vlivu a ministr pro ochranu životního prostředí, jelikož by železnice dle jeho výzkumu výrazně omezila pohyb živočichů z důvodu rozsáhlého oplocení trati. 
V roce 2015 zveřejnil finanční deník Globes zprávu, že v případě pokračování projektu bude pravděpodobně stavitelem tratě a dodavatelem vlaků, lokomotiv a celé infrastruktury Čína. Důvodem pro čínský zájem je zejména snaha Číny o uchycení v Izraeli- během posledních pěti let se z ní stal hlavní investor v izraelské dopravě. Dlouhodobějším čínským projektem je Belt and Road Initiative navazující na dávnou Hedvábnou stezku, která má za cíl výrazně zkapacitnit přepravu zboží v obou směrech. 

### Ukončení projektu
Čtvrtého ledna roku 2015 byla na zasedání mezirezortního týmu stavba zamítnuta. Komisi vedené ředitelem kanceláře předsedy vlády Státu Izrael Harela Lockera byla předložena analýza nákladů a přínosů stavby, jejíž závěry byly negativní pro všechny možnosti financování jak pro nákladní, tak osobní dopravu. Členy byli představitelé Národní ekonomické rady, ministerstva financí, dopravy a životního prostředí. Dle analýzy nákladů a přínosů by pro vybudování pouze železnice (bez vlaků, podpůrné infrastruktury atd.) bylo potřeba 30 miliard NIS, v přepočtu 175 miliard Kč dle tehdejšího kurzu.  Komise vyloučila financování stavby soukromým sektorem či zahraniční vládou (zájem měli hlavně Číňané, viz výše).
Celkové náklady na výzkum a plánování celé trati byly vyčísleny na 120 milionů NIS, v přepočtu 750 milionů Kč. Utracení této částky na neuskutečněný projekt bylo kritizováno zejména opozicí a ochránci životního prostředí. 

## Plánování trasy
Cesta do Ejlatu překračuje stovky kilometrů hrubého pouštního terénu s častými změnami výšky a potenciálním nebezpečím záplav. Všechny tyto komplikace jsou zvláště složité pro vysokorychlostní železnici, která se musí vyhýbat ostrým zatáčkám na své trase a vyžaduje tudíž velké poloměry. Topograficky náročná povaha trasy (a následně i vyžadovaná velká investice) byla jedním z hlavních důvodů neustálých zdržení a odkladů stavby celé trati navzdory častým prohlášením mnoha izraelských politiků.

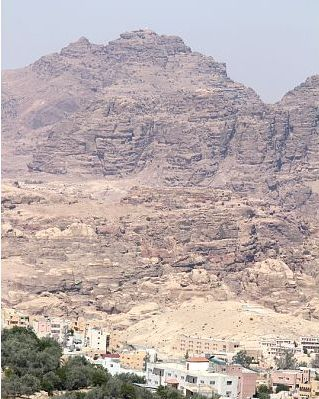
Mount Tzin

Železniční trasu lze rozdělit do tří částí: Beersheva- Dimona dlouhá 34 kilometrů, Dimona - Mount Tzin o délce 54 km a nejdelší Mount Tzin - Ejlat dlouhá 170 kilometrů. . Tato linka by se připojila k existující železniční trati do Beershevy, která je již dvoukolejná a je zařazena v plánu na elektrifikaci.

### Oblast Mount Tzin
Ovšem stávající železniční trať mezi Dimonou a Mount Tzinem by musela být zdvoukolejněna, elektrifikována a modernizována na maximální rychlost 160 km/h. Celý projekt měl zahrnovat celkem 63 mostů o celkové délce 4,5 km a až 9,5 km tunelů.  V oblasti Mount Tzin měly být případně vybudovány další čtyři kilometry tunelů, aby se dále zkrátila délka trasy a tím pádem i celková doba jízdy. 
Z tohoto důvodu byl záměr na oddělení osobní a nákladní dopravy v oblasti Mount Tzin- osobní vlaky měly využívat tunely, zatímco nákladní doprava sice delší, ale pozvolnější existující trasu. Kvůli tomuto opatření byla projektovaná délka trati pro přepravu nákladu delší o celých 20 kilometrů. 

### Ostatní sekce
Poslední aravská část by procházela přírodním stanovištěm vzácné rostliny halocnemum strobilaceum, což je pouštní rostlina, která byla dlouho považována za vyhynulou a byla znovuobjevena až v roce 2012.  Tento poslední úsek je zdaleka nejproblematičtější právě kvůli přítomné vzácné pouštní fauně a floře. Část od Dimony do Hatzevy a Parana přes oblast Mount Tzin byla schválena Národním plánovacím a stavebním výborem 5. března 2013. 
Předběžný plán zahrnoval celkem 9 stanic v sekci Mount Tzin-Ejlat: (od severu k jihu) Hatzeva, Sapir, Paran, Yahel, Yotvata, Ramonovo mezinárodní letiště, Shchoret, Ejlat-centrum a Ejlat-přístav. 

## Technická specifikace
Železniční úsek a infrastruktura v údolí Arava měl umožňovat maximální rychlost mezi 230 a 300 km/h. Železnice měla být plně elektrifikována a zdvoukolejněna pro zvýšení přepravní kapacity v celém úseku od Beershevy do Ejlatu. Severní pokračující úsek do Tel-Avivu však zůstával pouze jednokolejným, což silně kritizovali mnozí plánovači i odpůrci trati. 

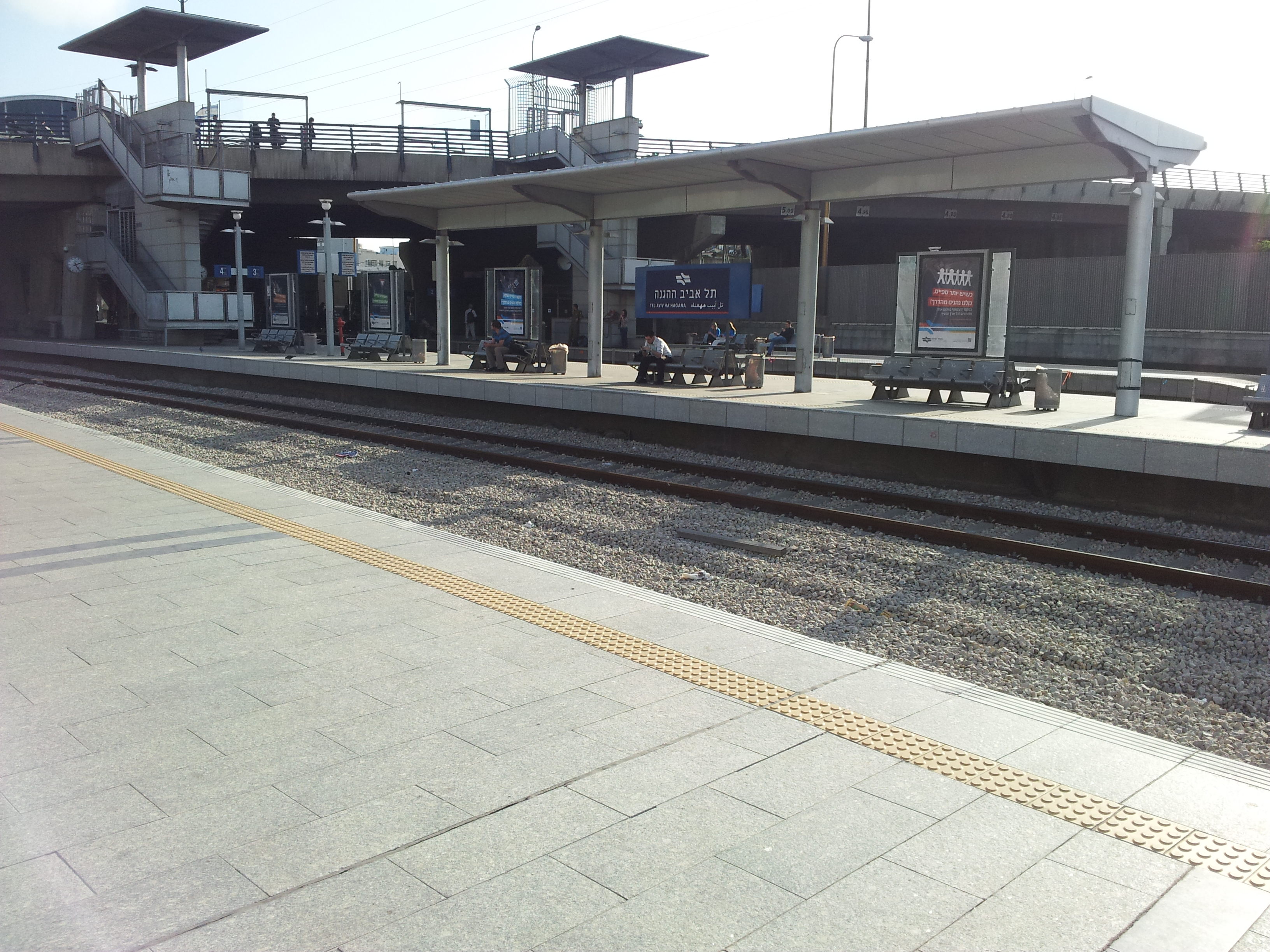
Železniční stanice HaHagana v Tel Avivu

Přeprava cestujících měla zahrnovat expresní a osobní dopravu, přičemž tato expresní trasa z vlakového nádraží Tel Aviv HaHagana do Ejlatu měla trvat dvě hodiny nebo méně.  Vytížení trasy se odhadovalo až na 3,5 milionu cestujících každý rok. V roce 2012 byl přitom celkový počet přepravených cestujících 40, 3 milionu, čímž by se trať podílela na celostátní přepravě více než 10 procenty.  
Od nákladní dopravy se očekával přibližný objem výkonu 2,5 milionu tun chemických látek a 140 000 vozů ročně proudících na izraelský trh a další miliony tun náklad směřujícího dále do Evropy.  Vedle místního trhu měla železnice sloužit též asijským zemím zamýšlejícím přepravovat zboží do Evropy pozemní cestou tím, že vytvoří pomyslný most mezi Rudým a Středozemním mořem.
V tomto ohledu má ovšem pozici hegemona Suezský kanál , ačkoli Izraelská správa přístavů a izraelský premiér Benjamin Netanjahu uvedli, že rivalita není úmyslem. Spíše by se dle nich mělo jednat o doplnění možností přepravy.  Podle Netanjahua projevily zájem o projekt Čína a Indie.  Na druhou stranu egyptští představitelé kritizují projekt jako údajný pokus o poškození egyptské ekonomiky právě omezením role Suezského kanálu a z toho plynoucího snížení příjmů z poplatků za jeho použití. 